# Florida State Road 112
Pour les articles homonymes, voir Route 112.
La Florida State Road 112 (SR-112 ou FL-112) est une route d'État de la Floride, située dans le sud-est de l'État, dans l'agglomération de Miami. D'orientation ouest-est, la 112 est l'un des deux connecteurs de la région à l'aéroport international de Miami, l'autre étant la route 836. Elle est également un lien entre Miami et Miami Beach, étant en chevauchement avec l'interstate 195 sur la Julia Tuttle Causeway, traversant la Baie de Biscayne. La 112 possède également les standards autoroutiers sur tout son parcours, excepté dans Miami Beach, où elle est un boulevard urbain. Autoroute à péage en direction est à l'ouest de l'Interstate 95, elle mesure 15.86 kilomètres (9.85 miles) .

## Tracé

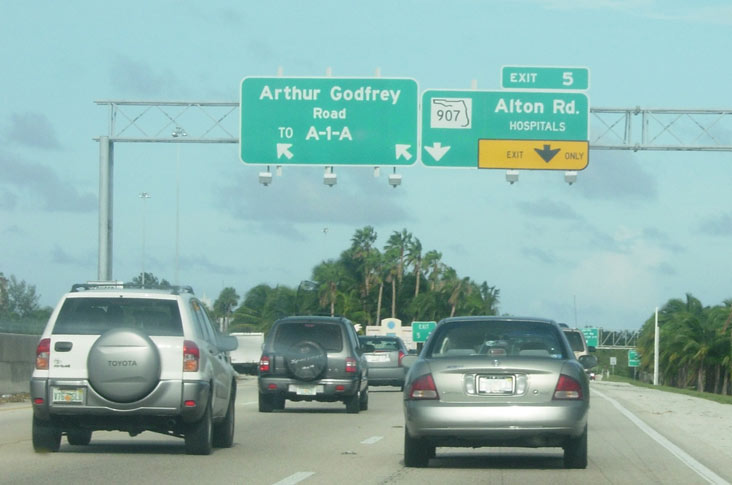
Le terminus est de l'Interstate 195, soit où la 112 devient le Arthur Godfrey Boulevard.

Le terminus ouest de la route 112 est situé à l'entrée de l'aéroport international de Miami, à l'ouest de Miami. Elle commence par se diriger vers le nord sur une courte distance, en suivant la frontière Est de l'aéroport, en adoptant une configuration à voies inversées, soit où l'on circule à gauche. Elle courbe ensuite vers l'est en croisant Le Jeune Road (route 953) ainsi que la US 27, en passant dans l'extrême sud de la ville de Hialeah. C'est dans cette courbe où la configuration des voies redevient normale (en direction Est).
Elle continue de se diriger vers l'est sur une distance de 4 miles, en possédant un échangeur avec la route 9. Par la suite, elle croise l'Interstate 95 au nord de Miami, puis devient l'interstate 195, alors qu'elle se dirige vers l'est sur la Julia Tuttle Causeway.
Une fois le terminus Est de l'I-195 atteint, elle bifurque légèrement vers le nord-est et devient un boulevard urbain avec plusieurs intersections. Elle se termine sur la route A1A, à Miami Beach .

## Histoire
La construction de la 112 débuta en 1959 pour se terminer le 23 décembre 1961, où elle ouvrit au trafic. Son nom initial était la 36th Street Tollway, mais elle fut plutôt nommée Airport Expressway, plus populaire. Initialement, elle avait son terminus ouest directement à l'intersection entre Le Jeune Road, la 36th Street et la U.S. Route 27, qui devenait très congestionné.
Les péages en direction ouest furent abolis en mars 1984.
En 1990, la 112 fut prolongée vers le sud à son terminus ouest actuel, à l'entrée de l'aéroport. 

## Péage
La 112 est à péage seulement en direction Est. Le poste de péage est situé juste à l'est de l'échangeur avec la route 9. Celui-ci coûte 1,25 $.

## Disposition des voies
Dans son extension sud jusqu'à l'aéroport, elle possède 4 voies (2-2). De plus, cette section est particulière, puisque l'on circule à gauche.
Pae la suite, elle devient une autoroute à 6 voies (3-3) jusqu'à l'Interstate 95, et le Arthur Godfrey Boulevard possède quant à lui 4 voies (2-2).
2 voies sont disponibles pour les SunPass au péage, et 3 voies pour les autres automobilistes .

## Liste des sorties
| Liste des échangeurs de la Florida State Road 112 | Liste des échangeurs de la Florida State Road 112 | Liste des échangeurs de la Florida State Road 112 | Liste des échangeurs de la Florida State Road 112                                                    | Liste des échangeurs de la Florida State Road 112                                                  | Liste des échangeurs de la Florida State Road 112 |
| Ville                                             | Mile                                              | km                                                | Intersection / Destinations                                                                          | Notes                                                                                              |                                                   |
| ------------------------------------------------- | ------------------------------------------------- | ------------------------------------------------- | --- | -------------------------------------------------------------------------------------------------- | ------------------------------------------------- |
|                                                   | 0.00                                              | 0.00                                              | Aéroport international de Miami // Vers FL-836 (Dolphin Expressway), Coral Gables, Miami             | Extrémité ouest de la FL-112; elle se dirige vers le nord par la suite                             |                                                   |
| Miami Springs                                     | 0.85                                              | 1.37                                              | FL-953 (Le Jeune Road), Rental Car Center, Miami Springs                                             | sortie ouest et entrée est seulement                                                               |                                                   |
| Miami Springs                                     | 1.01                                              | 1.63                                              | FL-948 ouest (NW 36th Street), FL-953 nord (le Jeune à Road), Miami Springs, Hialeah                 | sortie ouest et entrée est seulement                                                               |                                                   |
| Hialeah                                           | 1.15                                              | 1.85                                              | US 27 nord (Okeechobee Road), Hialeah centre, Pembroke Pines, Okeechobee                             | sortie ouest et entrée est seulement                                                               |                                                   |
|                                                   | 2.46                                              | 3.96                                              | FL-9 (NW 27th Avenue), Miami Gardens                                                                 | |                                                   |
| 2.98                                              | 4.79                                              | NW 22nd Avenue                                    | | |                                                   |
| Miami                                             | 3.46                                              | 5.57                                              | NW 17th Avenue                                                                                       | Sortie ouest seulement                                                                             |                                                   |
| Miami                                             | 3.64                                              | 5.86                                              | Poste de péage direction Est                                                                         | Poste de péage direction Est                                                                       | Poste de péage direction Est                      |
| Miami                                             | 4.01                                              | 6.46                                              | NW 12th Avenue                                                                                       | sortie est seulement                                                                               |                                                   |
| Miami                                             | 4.61                                              | 7.43                                              | I-95, MIAMI CENTRE-VILLE, Fort Lauderdale, West Palm Beach, Orlando                                  | sortie 4 de l'I-95; extrémité ouest du chevauchement avec l'Interstate 195                         |                                                   |
| Voir Interstate 195                               |                                                   |                                                   | | |                                                   |
| Miami Beach                                       | 9.04                                              | 14.55                                             | FL-907A (Alton Road)                                                                                 | Extrémité est du chevauchement avec l'Interstate 195 (entrée direction ouest); sortie 5 de l'I-195 |                                                   |
| Miami Beach                                       | 9.85                                              | 15.86                                             | FL-A1A (Indian Creek Drive, Collins Avenue), Miami Beach centre, North Miami Beach, Hallandale Beach | extrémité est de la FL-112                                                                         |                                                   |
| Échangeur Partiel Chevauchement Péage             |                                                   |                                                   | | |                                                   |